# Heinrich Friedrich Karl Steinacker

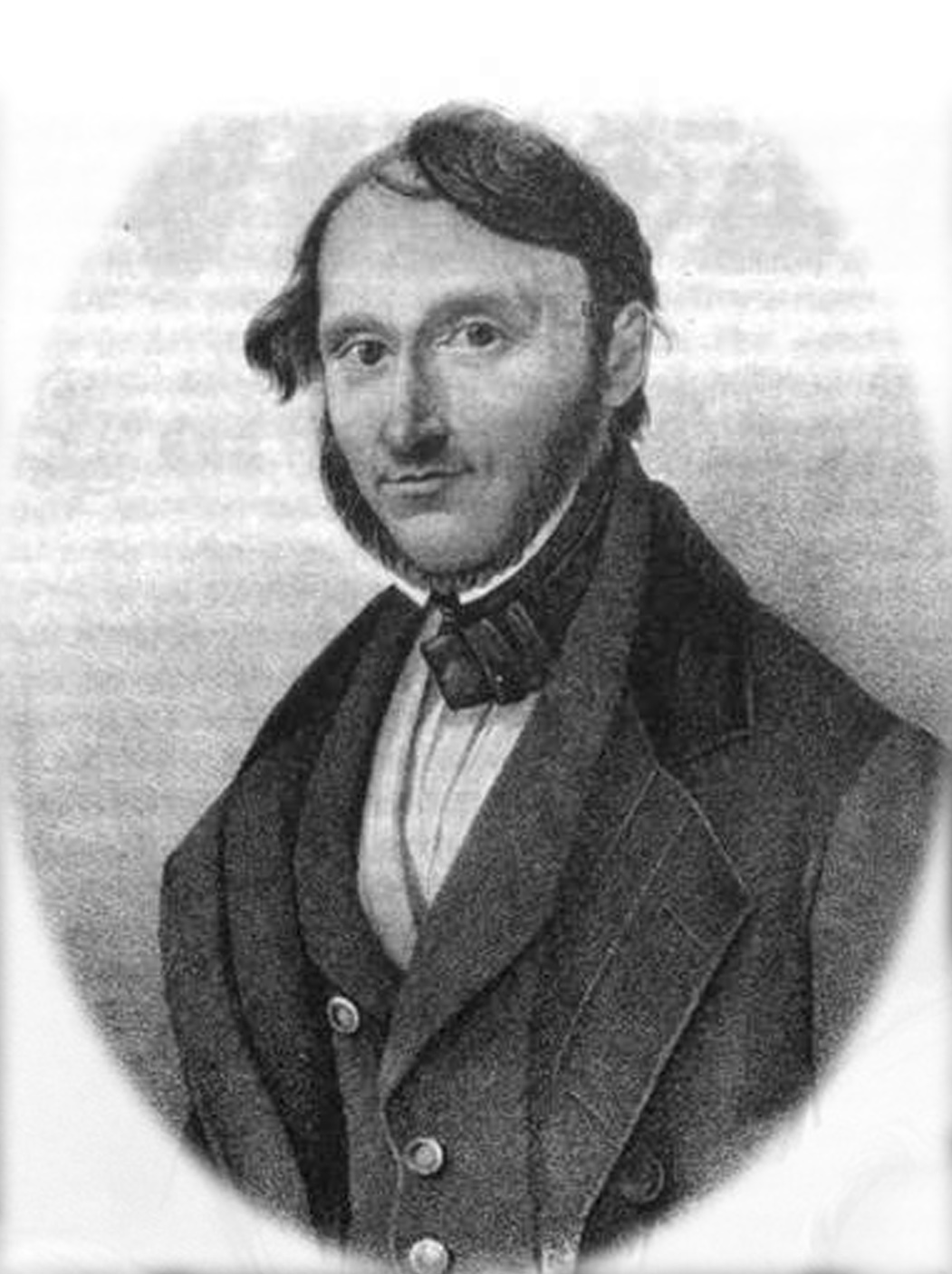
Porträt Steinackers in der Publikation Archiv für Natur, Kunst, Wissenschaft und Leben (1845)

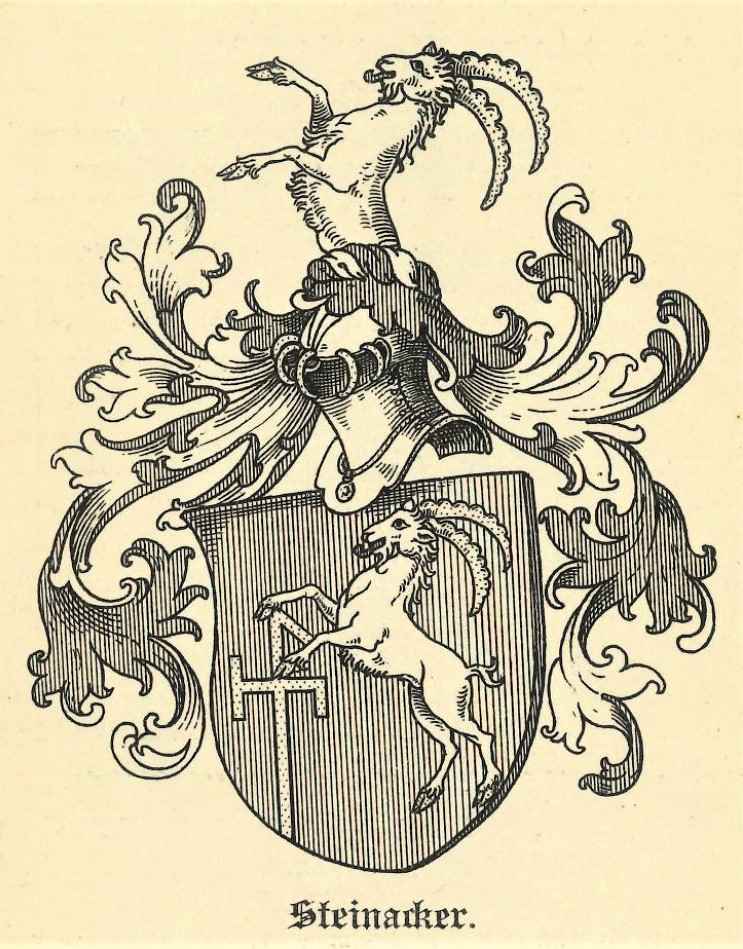
Wappen der Familie Steinacker

Gedenkstein für Heinrich Friedrich Karl Steinacker, Holzminden, Gedenkpark zwischen Gartenstraße und Vogelsang

Heinrich Friedrich Karl Steinacker (* 15. August 1801 in Altendorf; † 2. April 1847 in Holzminden) war ein deutscher Jurist und politischer Schriftsteller. Er führte die liberale Opposition im Braunschweigischen Landtag an, dessen Präsident er von 1842 bis 1846 war.

## Familie
Heinrich Friedrich Karl Steinacker entstammte der bürgerlichen Familie Steinacker, die seit Beginn des 16. Jahrhunderts urkundlich in Quedlinburg nachgewiesen ist. Die ununterbrochene Stammfolge beginnt mit Hans Steinacker, der 1530 Ratsherr und Kämmerer der Stadt Quedlinburg war. Dessen Enkel war Philipp Steinacker (um 1565–1613), Jurist sowie fürstlich-sächsischer Rat und Hofgerichtsassessor zu Coburg. Steinackers Urgroßvater war Christof Wilhelm Steinacker (1717–1768), königlich-preußischer Salinen- und Berginspektor in Halle (Saale), sein Großvater Christof Heinrich Steinacker (1741–1793) war Pastor im damaligen Herzogtum Braunschweig.
Steinacker war der Sohn des Kaufmanns und Mitbesitzers einer Bleiche und Zichorienfabrik zu Altendorf, Hieronymus Karl Steinacker (1775–1813) und dessen Ehefrau Julie Dorothea geb. Alberti. Sein Vater wurde später Gutsadministrator des Grafen Wrisberg und wirkte zu Zeiten des Königreichs Westphalen aufgrund dessen guter französischer Sprachkenntnisse als Maire in Holzminden, vor allem während der Zeit des Rückzugs von Napoleons Armee aus Russland. Nach seiner Zeit als Bürgermeister war sein Vater Stadtkämmerer in Holzminden sowie herzoglicher Kreissekretär.
Steinacker war mit Agathe Friederike Ernestine Viktoria geb. Kind verheiratet. Deren Sohn Eduard Steinacker (1839–1893) war Lehrer, deren Enkel Karl Steinacker (1872–1944) Kunsthistoriker und Museumsdirektor in Braunschweig.

## Leben
Steinacker besuchte seit 1809 das Holzmindener Gymnasium. Er studierte von 1818 bis Ostern 1821 an der Universität Göttingen Rechtswissenschaft. Während des Studiums wurde er von burschenschaftlichen Anschauungen beeinflusst, er wurde 1818 Mitglied der Alten Göttinger Burschenschaft / Verein für Deutsche Geschichte. Nach erfolgreicher juristischer Staatsprüfung im Herbst 1821 arbeitete er als selbständiger Advokat in Holzminden. Das Notariat erhielt er 1825. Im Jahre 1828 heiratete er eine Pastorentochter aus Halle an der Weser. Neben seinem Beruf interessierte sich Steinacker für öffentliche Angelegenheiten seiner Heimat. Über seine Studien zu den Erwerbsverhältnissen im Weserdistrikt veröffentlichte er 1837 eine Schrift.

### Politische und publizistische Tätigkeit
Die Braunschweiger Revolution von 1830 gipfelte in der Vertreibung des regierenden Herzogs Karl II. und dem Brand des Residenzschlosses. Dadurch kam es auch in der zum Herzogtum gehörenden Stadt Holzminden unter Beteiligung Steinackers zur Gründung einer Bürgergarde, die die öffentliche Ordnung aufrechterhalten sollte. Auch an der Entstehung eines „Patriotischen Vereins“ war er beteiligt. Er begann 1831 seine publizistische Wirksamkeit mit der Veröffentlichung zweier Broschüren „Wünsche der Braunschweiger“. Darin propagierte er die Einführung einer Zivilliste des Herzogs und eine stärkere Volksvertretung. Die dadurch erlangte Bekanntheit Steinackers führte 1833 zu seiner Wahl in den Braunschweigischen Landtag, der im Oktober 1832 die neue Verfassung verabschiedet hatte. Steinacker absolvierte 1833 die zweite juristische Staatsprüfung, erhielt aber nicht die gewünschte Übernahme in den Staatsdienst, da er durch seine Veröffentlichungen als nicht loyal gegenüber der Regierung galt. Ebenso wurde ihm seine 1834 erfolgte Wahl zum Bürgermeister von Holzminden staatlicherseits nicht bestätigt. Bei der Beratung des neuen Kriminalgesetzbuches trat er für die Abschaffung der Todesstrafe und die Öffentlichkeit des Gerichtsverfahrens ein. Er forderte die Pressefreiheit, die Öffentlichkeit der Landtagssitzungen und setzte sich für eine Gleichstellung der Juden ein. Der für die Einigung Deutschlands eintretende Steinacker vertrat in seiner 1842 erschienenen Schrift „Über das Verhältnis Preußens zu Deutschland“ die Meinung, dass Deutschland nur durch und mit Preußen zur Einheit gelangen könne. Grundlage sollte eine konstitutionell-monarchische Regierung sein. Dementsprechend setzte er sich seit 1840 für den Austritt des Landes Braunschweig aus dem mit dem Königreich Hannover bestehenden Steuerverein und den Anschluss an den Preußisch-Deutschen Zollverein ein. Diesem trat das Herzogtum Braunschweig am 1. Januar 1842 bei.

## Werke
- Über die Erwerbsverhältnisse des Weserdistrikts, 1837
- Über die Motive der braunschweigischen Ablösungsordnung vom 20. Dezember 1834 in Bezug auf die Dienste, 1837
- Sammlung der größeren Organisations- und Verwaltungsgesetze des Herzogtums Braunschweig, 1837
- Über das Verhältnis Preußens zu Deutschland, 1842
- Die politische und staatsrechtliche Entwicklung Deutschlands durch den Einfluß des deutschen Zollvereins, 1844

Steinacker publizierte seine Aufsätze in verschiedenen Zeitungen und Zeitschriften. Seit 1835 war er Mitarbeiter an dem von Carl von Rotteck und Carl Welcker herausgegebenen Staats-Lexikon.